# Denholm (Écosse)
Pour l’article homonyme, voir Denholm.
Denholm est un village situé dans les Scottish Borders, en Écosse.